# Marek Wójcicki (economista)
Marek Stefan Wójcicki (Bielsko-Biała, 4 de março de 1960) - economista, cientista da computação, empresário, chefe dos escoteiros ZHP, comandante da XXI Equipe Strain "Omega" ZHP Katowice, cofundador da Associação de Círculos de Instrutores Andrzej Małkowski, cofundador da Associação de Estudantes Independentes, eleito como líder de greves de ocupação estudantil na Faculdade de Direito da Universidade da Silésia em Katowice, membro da Confederação da Polônia Independente, área V.

## Curriculum vitae

### Juventude e educação
Ele nasceu em 4 de março de 1960 em Bielsko-Biała. Ele se formou na Escola Primária Nº 5 em Katowice, e depois na Segunda Escola Secundária Maria Konopnicka em Katowice. Ao mesmo tempo, ele se formou na Escola de Música de Katowice. Depois de se formar no ensino médio, ele estudou Direito na Universidade da Silésia. Depois de se mudar para a Alemanha, ele começou a estudar economia em Nuremberg. Depois de concluir seus estudos no campo da informática econômica, ele começou a estudar economia empresarial.

### Atividade de Escotismo
No ensino médio, ele se juntou à 17ª Equipe HSPS, pertencente à IX Strain of Silesian Eagles, da qual ele mais tarde se tornou um time. Em seguida, ele solicitou a admissão para o XXI Personnel Strain "Omega", para o qual ele finalmente passou junto com várias pessoas da equipe 17 HSPS. Após um curto período de tempo, ele se tornou um time Beta em "Omega". Antes de se formar, ele assumiu a função de comandante da XXI Cadre Strain "Omega".
Em 1980, ele participou ativamente da criação do contrato dos instrutores escoteiros Andrzej Małkowski, então ele foi um dos fundadores dos instrutores Circle of Scouts. Andrzej Małkowski em Katowice, após sua fundação em 2 de janeiro de 1981, tornou-se vice-chefe da organização de Wojciech Jerzy Poczachowski. Ele iniciou a publicação da revista KIHAM Katowice sob o nome "Escoteiro silesiano".

### Atividade política
Durante seus estudos, ele foi cofundador e membro da União de Estudantes Independentes, primeiro na Universidade da Silésia, depois em nível nacional.
Depois de todas as decisões da Polônia sobre greves ocupacionais nas universidades em 1980, ele foi eleito presidente da greve de ocupação na Faculdade de Direito da Universidade da Silésia. Ele se tornou o editor-chefe da revista de greve, distribuído para todas as universidades da Silésia. As greves terminaram em 12 de dezembro de 1980.
Após o anúncio da lei marcial, ele participou da organização de estruturas subterrâneas baseadas na comunidade de observadores independentes. Ele foi, no entanto, detido em 17 de fevereiro de 1982 e, em seguida, internado, ele estava em um centro de detenção em Zabrze, ele foi libertado em junho de 1982. Em dezembro de 1982 ele foi expulso do país e foi para a Alemanha Ocidental.
Nos anos 2009-2013 ele foi o presidente da União dos Poloneses na Alemanha e, entre outros sob o chamado a mesa-redonda polaca-alemã participou em conversações com o governo alemão sobre o esclarecimento de questões controversas decorrentes da implementação do Tratado sobre a Boa Vizinhança e a cooperação amistosa. Como resultado, o Bundestag reabilitou ativistas da antiga minoria polonesa, em particular membros da União dos Poloneses na Alemanha, vítimas da repressão nazista, e no Lar Polaco em Bochum, a sede da União dos Poloneses na Alemanha, o Centro de Documentação da Cultura e História Polaca na Alemanha deve ser estabelecido.

### Atividade profissional
Durante seus estudos em informática econômica em Nuremberg, ele começou a trabalhar como programador. Então ele aceitou um emprego no centro computacional da corporação alemã e lidou com redes de transmissão de dados. Ele deixou este trabalho para se tornar um consultor econômico e de TI para empresas, que continua até hoje.
Ele trabalhou para muitas corporações locais. Em 1992, ele conseguiu uma oferta de emprego na Price Waterhouse. Ele tornou-se membro do conselho da Waterhouse Price alemão. Em 1997, ele foi oferecido uma transição como membro do conselho da Arthur Andersen na Alemanha. Ele se mudou para Frankfurt em maio. Em 2000, ele recebeu a distinção americana "Quem é quem dos profissionais". No final da década de 1990, ele era um parceiro responsável pela nova economia.
Ele criou uma empresa pública limitada chamada Heaven 21 (empresa de consultoria com perfil de TI, mídia eletrônica e economia de negócios). Depois de alguns anos, a empresa entrou em colapso. Ele mudou as atribuições de consultoria mais importantes para a Account Management Consulting GmbH, onde ele ainda está trabalhando profissionalmente.

## Publicações
- Wójcicki M., Sichere Netze. Analysen, Maßnahmen, Koordination, Munique, Carl Hanser Verlag, 1991, ISBN 3-446-16315-8.
- Wójcicki M., Cliente/Servidor, Computerwoche Verlag, 1993, ISBN 3-9803373-2-4, ISBN 978-3-9803373-2-8.
- M. Wójcicki, O mundo pertenceu a nós: retratos de ex-alunos do XXI Human Omega Strain, Katowice, Stapis, 2018, ISBN 83-7967-069-8, ISBN 978-83-7967-069-7.